# Sea Slug
Sea Slug var en brittisk luftvärnsrobot för marint bruk som togs i tjänst i början av 1960-talet.

## Utveckling
I slutet av andra världskriget hade Royal Navy börjat utveckla en primitiv luftvärnsrobot för att skydda fartyg mot Kamikaze-anfall. Den hade dock väldigt kort räckvidd och var för långsam för att vara effektiv mot jetflygplan. Efter krigsslutet fick Storbritannien tillgång till data om Tysklands luftvärnsrobot Wasserfall. Med utgångspunkt från den så började man 1949 att utveckla en större och kraftigare robot. Roboten var från början tänkt att drivas av en raketmotor med flytande bränsle (bensin och flytande syre). Flottan var dock inte förtjust i tanken på att ha robotar tankade med flytande syre ombord, så man undersökte andra bränsleblandningar. När de första provskjutningarna ägde rum från det ombyggda lastfartyget HMS Girdle Ness år 1956 använde man i stället röd rykande salpetersyra och fotogen. Dock var det bara de första robotarna som använde flytande bränsle, produktionsrobotarna hade fast bränsle. Systemet togs i tjänst i november 1962 ombord på HMS Devonshire.
Redan då de första robotarna togs i tjänst hade utvecklingsteamet börjat designa en ny robot baserad på Sea Slug kallad Blue Slug. Blue Slug skulle vara snabbare, ha längre räckvidd, ha sjömålskapacitet och framför allt skulle den vara kärnvapenbestyckad. Projektet avbröts 1965, men många av komponenterna återanvändes i Sea Slug Mk 2. Mark 2 var något större, hade längre räckvidd, var dubbelt så snabb och hade infraröda zonrör i stället för de äldre radiozonrören. Den fick också Blue Slugs kapacitet mot sjömål, dock begränsad av de störningar som uppkommer av att ledstrålen reflekteras i vattenytan.

## Användning
Sea Slug användes ombord på jagarna i County-klassen. Devonshire, Hampshire, Kent och London bestyckades med Mk 1 medan Fife, Glamorgan, Antrim och Norfolk fick Mk 2-robotar. Fife och Norfolk fick dessutom Exocet-robotar i stället för det andra kanontornet. Alla fartyg hade en robotlavett med plats för två robotar, men bara en ledstrålesändare, vilket gjorde att de bara kunde beskjuta ett mål i taget.
Under 1970-talet användes Sea Slug Mk.1 som målrobotar under utprovningen av robotsystemet Sea Dart. Sea Dart-systemet var delvis baserat på Sea Slug och framför allt de förbättringar som infördes i Mk.2 samtidigt som Sea Slugs största brister åtgärdades genom ramjet-motor och semiaktiv radarmålsökare.
Under Falklandskriget avfyrade HMS Antrim en robot mot en argentinsk Skyhawk den 21 maj 1982, dock utan att träffa då flygplanet flög under robotsystemets minimihöjd. I juni avfyrade HMS Glamorgan en robot mot en argentinsk radar vid flygplatsen i Port Stanley efter att först noggrant ha pejlat in dess position. Roboten träffade och förstörde radarn. Ytterligare tre robotar avfyrades mot flygplatsens rullbanor för att oskadliggöra eventuella flygplan på marken. De robotarna gjorde ingen nämnvärd skada, men resultatet ansågs i alla fall ha en moralisk påverkan.